# BD+20594b
BD+20594b — велика екзопланета в сузір'ї Овена.
Параметри екзопланети:
- Густина 7,89 г/см3.[1] Для порівняння, середня густина Землі 5,514 г/см³.
- Діаметр BD + 20594b в 2,23 рази більший за Земний.[2]
- Маса BD + 20594b в ~ 16,3 разів більша за масу Землі.
- Відстань від Сонця — 500 св. років.

Такі параметри показують, що BD + 20594b має високу ймовірність бути твердою планетою навіть при розгляді невизначеності кілька земних мас у масовому вимірі.